# Hughes OH-6 Cayuse
Pour les articles homonymes, voir Hughes.
L'OH-6 Cayuse est un hélicoptère américain développé par la division hélicoptère de l'entreprise Hughes Aircraft; surnommé "Loach" du fait de sa prononciation de l'acronyme anglais LOH (light Observation Helicopter), il est capable d'accomplir diverses tâches telles que des missions de transport de personnel, évacuation de blessés, escorte, attaque et observation. Hughes a également développé une version civile du OH-6 appelée Hughes MD 500.

## Développement
En 1960, les Forces armées américaines lancèrent un appel d'offres pour développer un nouvel hélicoptère d'observation léger capable de pourvoir à différents rôles. Douze compagnies prirent part à la compétition et Hughes proposa le Modèle 369, en concurrence avec les projets de Fairchild et Bell Helicopter.
Le premier prototype du Modèle 369 vola le 27 février 1963. À l'origine désignés sous l'appellation YHO-6A, puis YOH-6A, cinq prototypes équipés de moteurs Allison furent livrés à Fort Rucker en Alabama et remportèrent la compétition face aux autres modèles de Fairchild.
L'armée américaine passa une commande initiale de 714 unités en mai 1965, portée par la suite à 1300 appareils, la production atteignit 70 hélicoptères dès le premier mois.

### Mise en opération

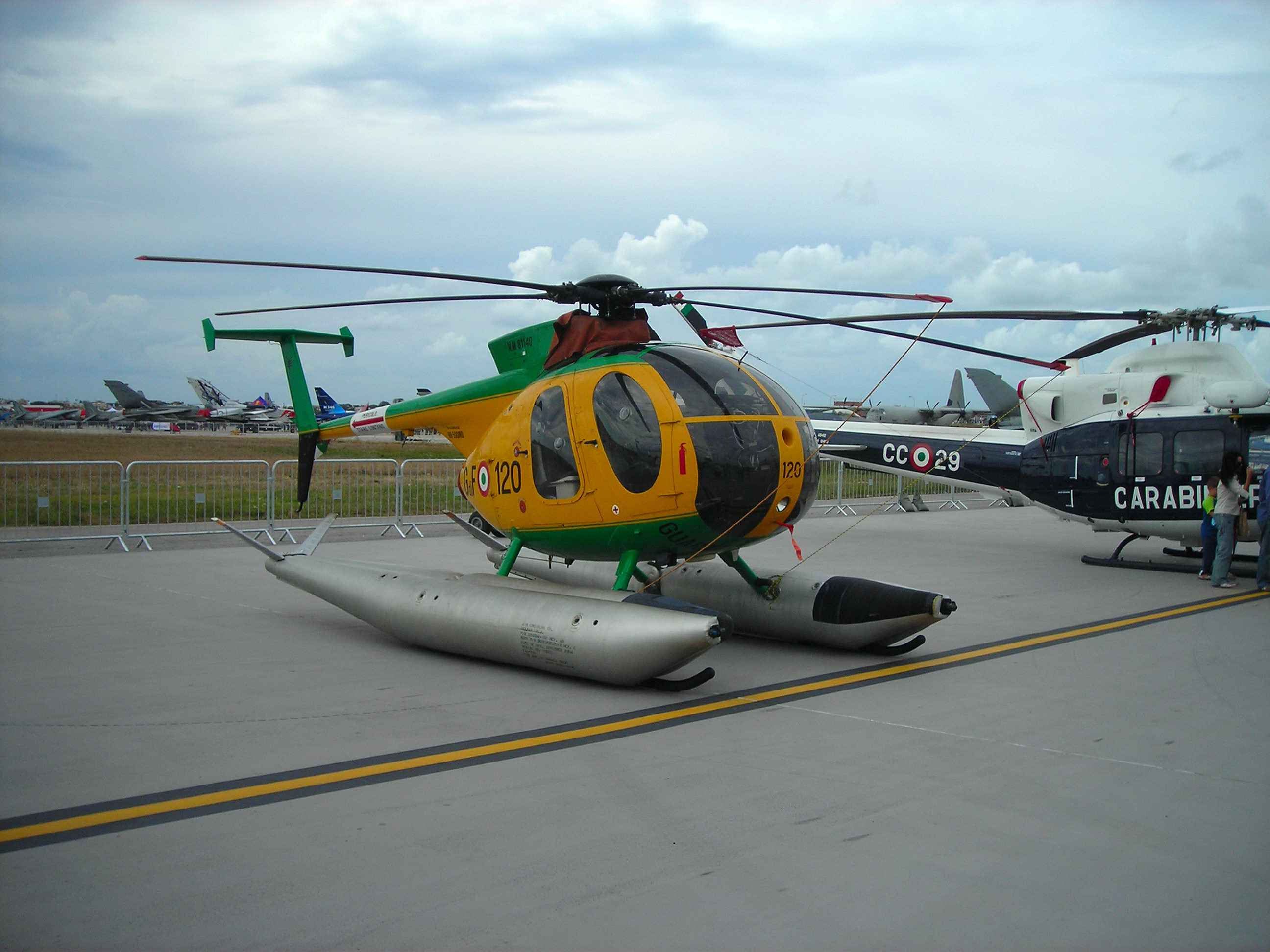
Un hélicoptère H-6 italien de la Garde des finances équipé de flotteurs.

Peu de temps après le début de la production du OH-6, Hughes décrocha 23 records du monde de vitesse, d'endurance et d'ascension en 1966, grâce à leur nouveau modèle.
Ainsi le 6 avril 1966, un YOH-6A piloté par Robert G. Ferry alla de Culver City, Californie à Ormond Beach, Floride en 15 heures et 8 minutes battant le record de durée de vol et celui de la plus grande distance parcourue par un hélicoptère.
En 1964 le département de la Défense des États-Unis prit la décision de transférer tous les avions des différents corps d'armée vers l'armée de l'Air.
Les O-1 Bird Dog de l'armée de Terre utilisés pour des missions d'observation et de reconnaissance furent alors remplacés par les nouveaux OH-6A employés dès 1966 sur le théâtre du Viêt Nam.

### OH-6 japonais
Au Japon, 387 OH-6 ont été produits sous licence par Kawasaki Heavy Industries et équipent les différentes forces de la JSDF. Au début de l'année 2001, les OH-6 commencent à être remplacés par les Kawasaki OH-1 Ninja entièrement conçus au Japon.

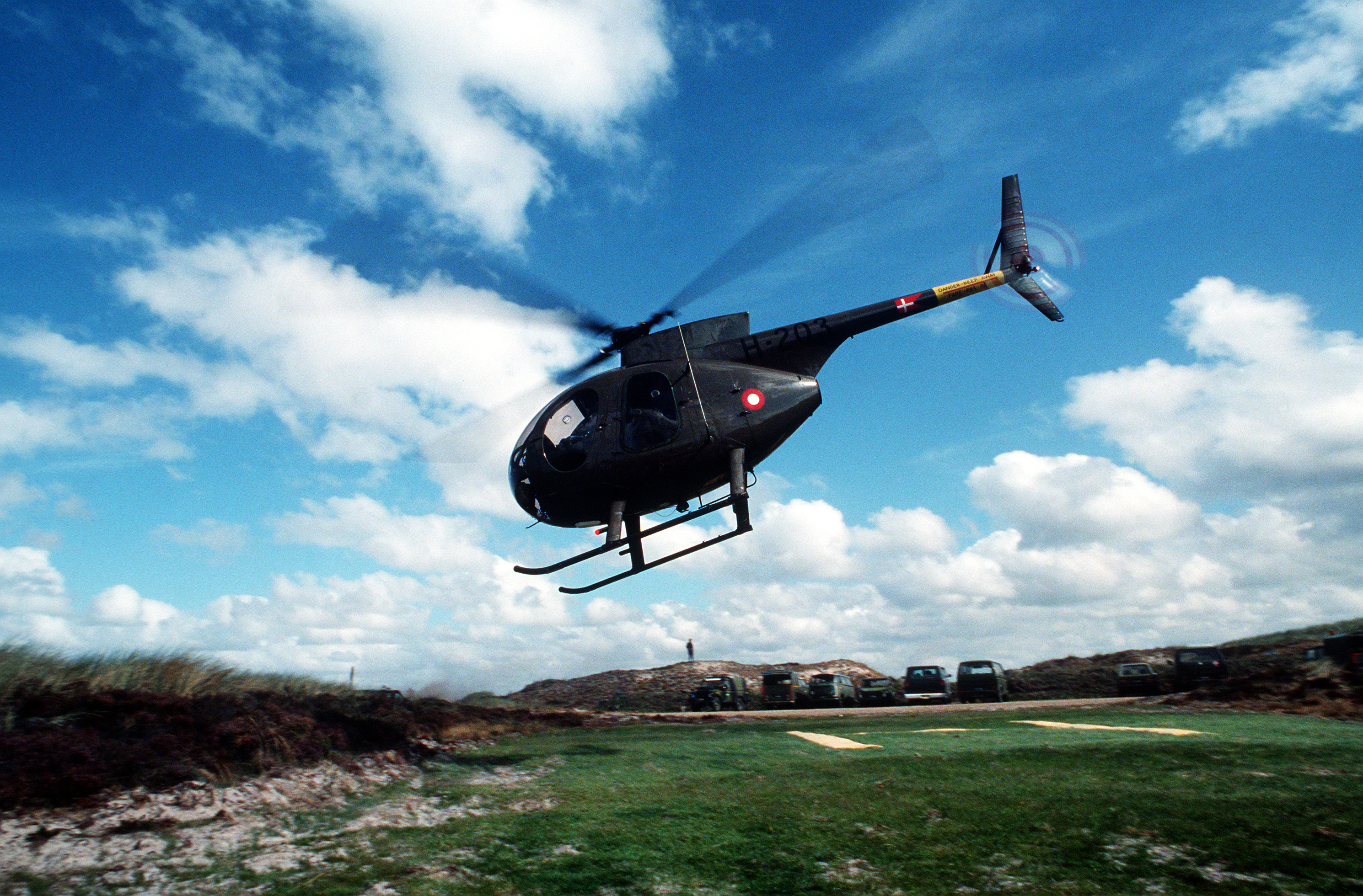
Un hélicoptère OH-6 Cayuse danois.

## Versions
YOH-6A
Prototype.
OH-6A
Version développée pour l'observation et utilisée au Vietnam pour trouver les cibles pour les hélicoptères d'attaque AH-1 Cobra; dotée d'un moteur Allison T63-A5A de 317 chevaux.
OH-6A NOTAR
Version expérimentale équipée du système NOTAR.
OH-6B
Version améliorée dotée d'un moteur Allison T63-A-720 de 420 chevaux.
OH-6C
Version améliorée dotée d'un moteur Allison 25-C20 de 400 chevaux et d'un rotor à cinq pales.
OH-6J
Version militaire destinée à l'export; construite sous licence par Kawasaki Heavy Industries pour le Japon basée sur le OH-6.
OH-6D
Version militaire destinée à l'export; construite sous licence par Kawasaki Heavy Industries pour le Japon basée sur le Hughes MD 500 Defender.
EH-6B
Version utilisée comme poste de commandement et de relais radio.
MH-6B
Version d'infiltration de forces spéciales également basée sur le MD-530 F.
TH-6B
Hélicoptère de formation des pilotes de l'US Navy, il est basé sur le MD-369H Hughes 500D (version civile), et est également construit sous licence en Italie par Agusta, en Argentine par RACA, au Japon par Kawasaki et en Corée du Sud par Korean Air.
AH-6C Little Bird

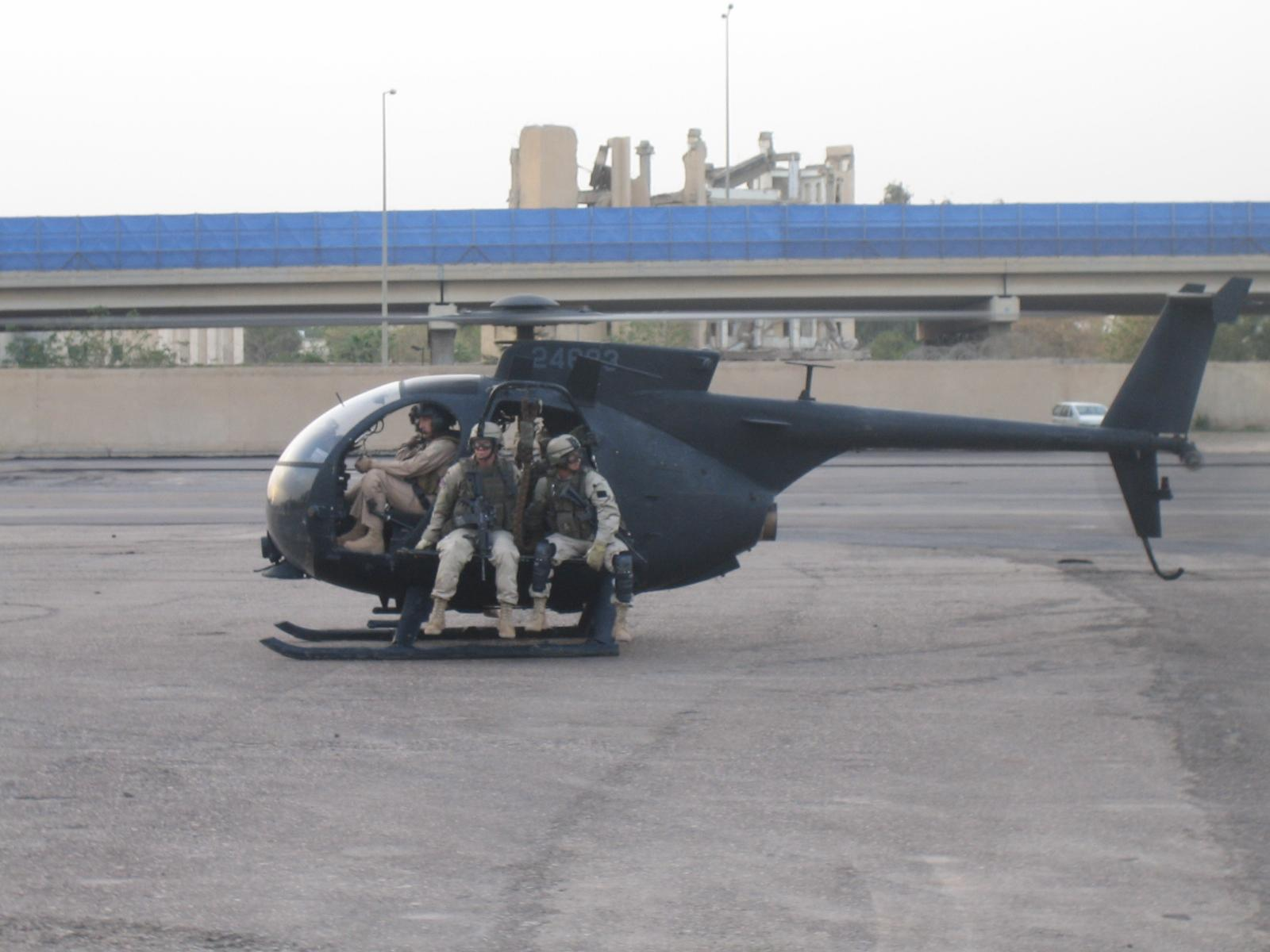
OH-6 Cayuse

Version d'attaque légère, équipée de missiles antichars BGM-71 TOW.
MH-6B Little Bird
Hélicoptère d'assaut léger pouvant infiltrer rapidement quelques commandos.

## Opérateurs

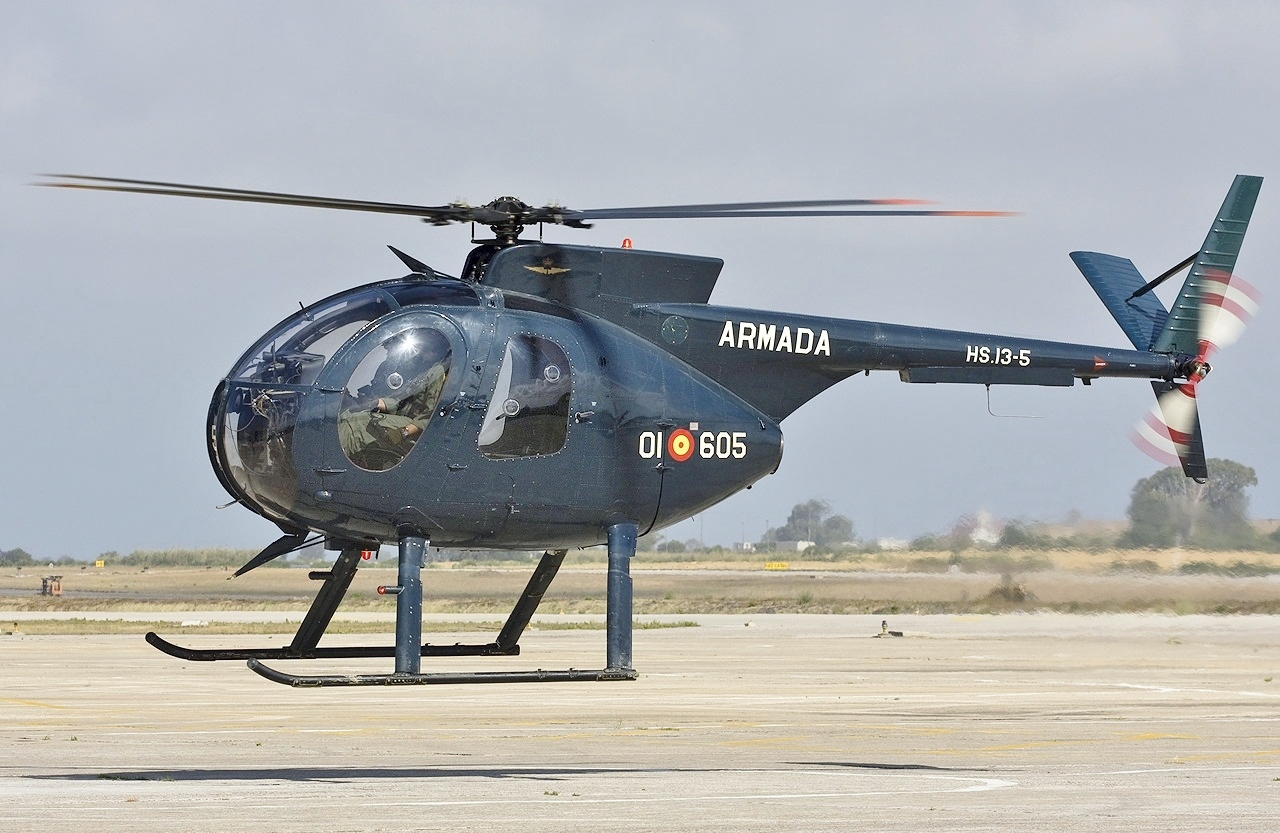
OH-6M de l'armada espagnole

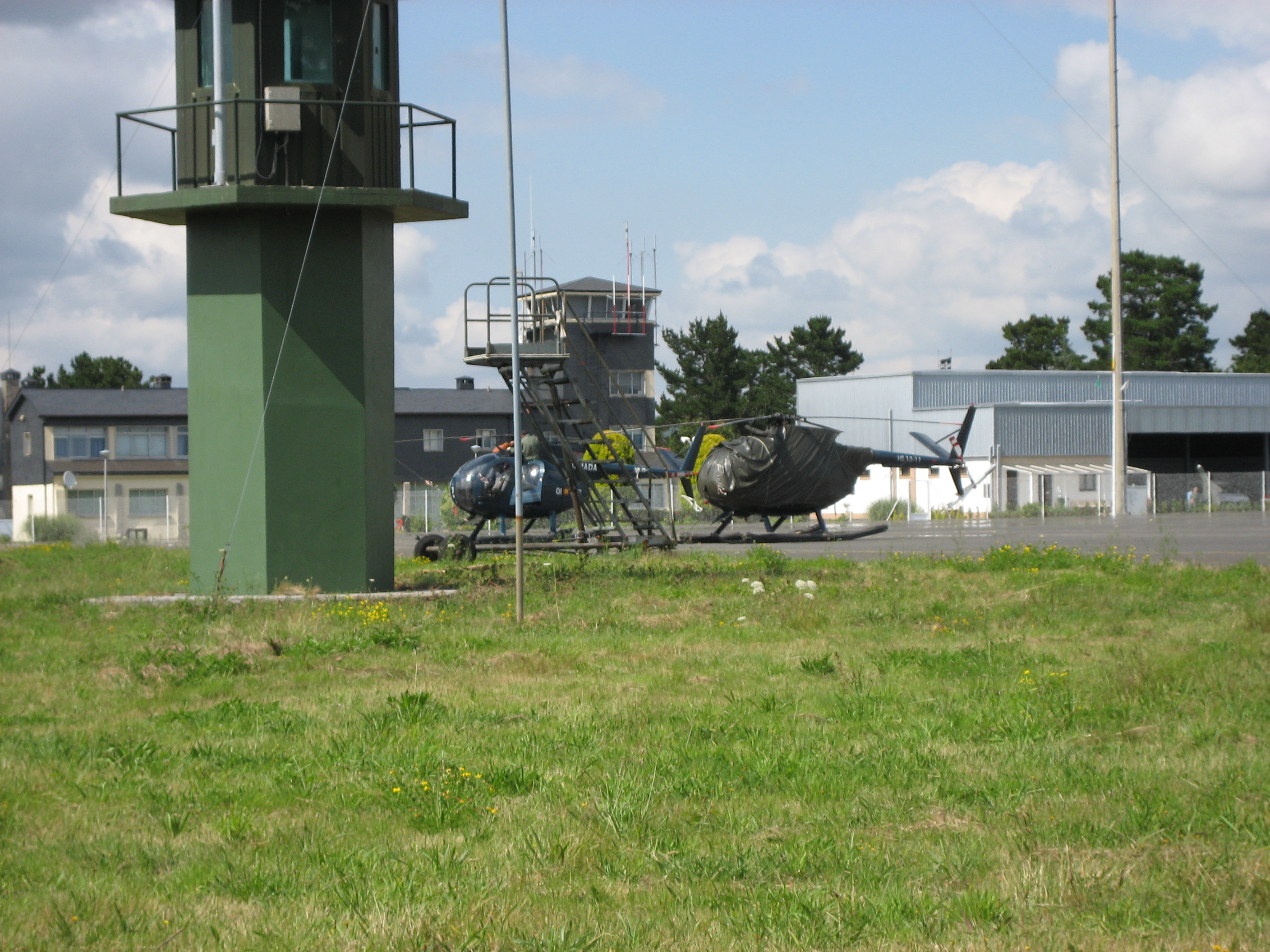
Deux OH-6 Cayuse de la Armada Espagnole sur l'aérodrome militaire de Santiago.

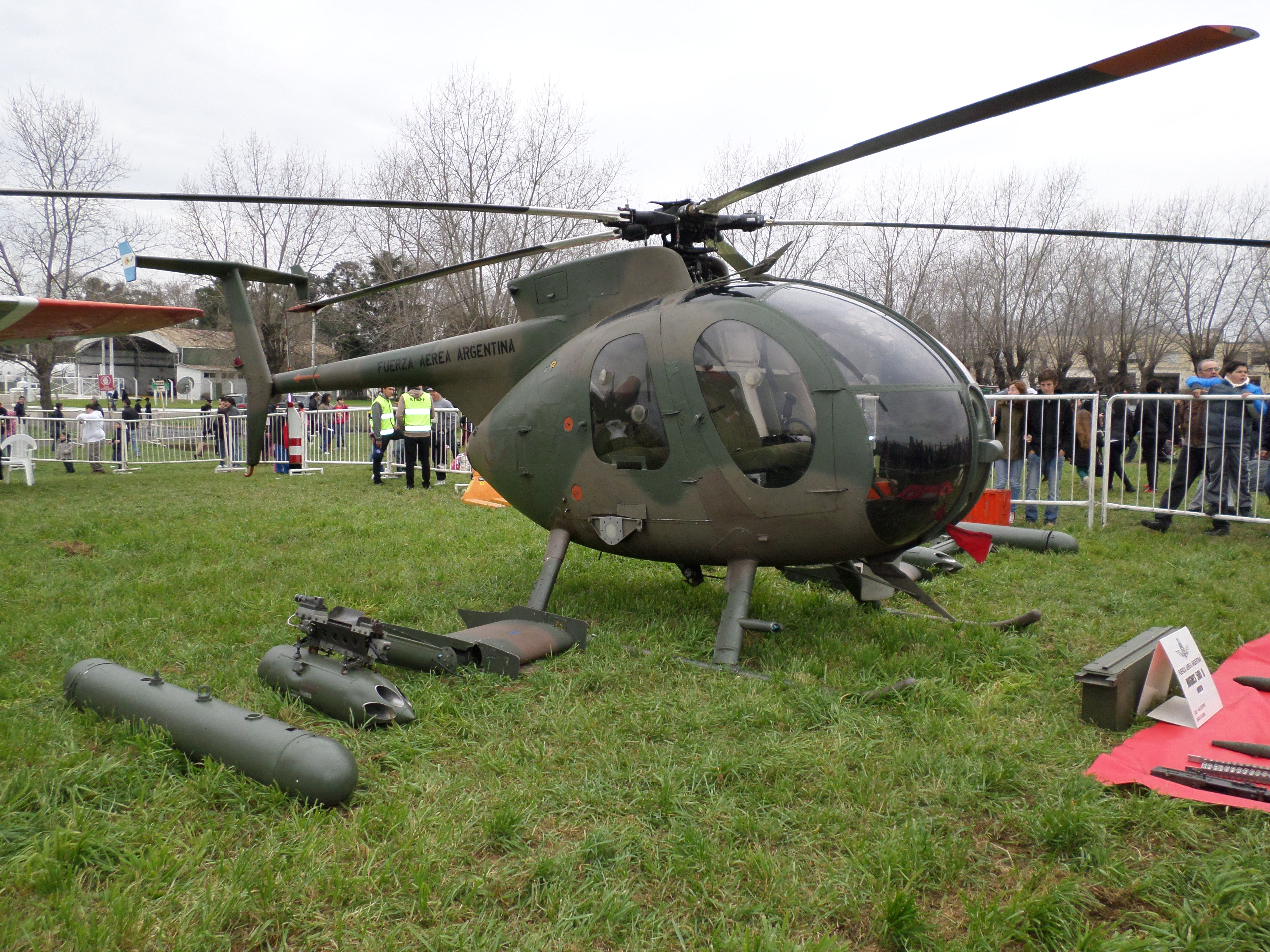
Hughes 500 «Avispa» de la Fuerza Aérea Argentina, Morón, Buenos Aires, Argentina.

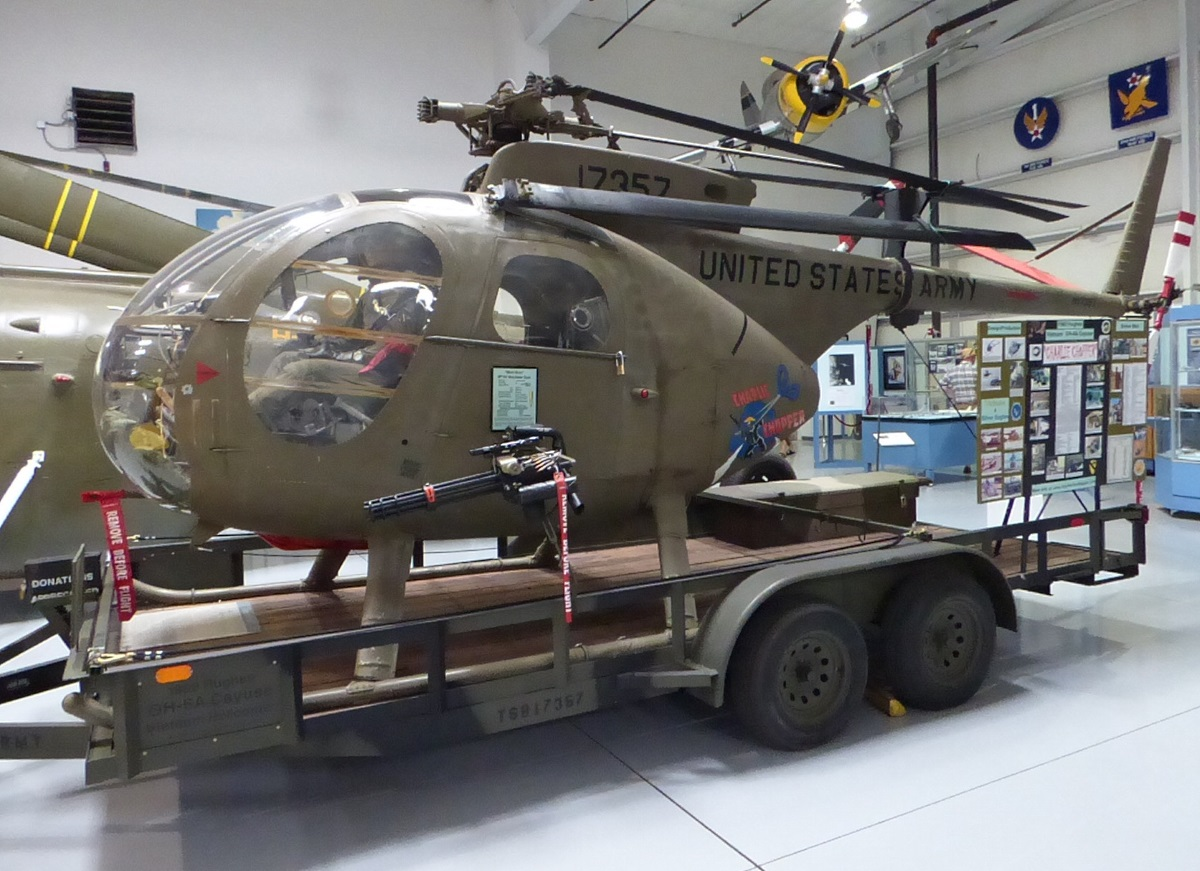
Transportable sur remorque

### Opérateurs militaires
Espagne
- Armada espagnole[3] 14 appareils acquis 1972. Actuellement [Quand ?] 9 en service pour l'entraînement, la liaison, la reconnaissance et le marquage de cibles. Il est chargé d'iterragir en tant qu'appareil de liaison avec les sous-marins de la flotte. En passe d'être substitué par le Eurocopter EC135.

 Japon
- Force terrestre d'autodéfense japonaise[3]

 États-Unis
- Atlanta Police Department[4]
- Chilton County Sheriff's Dept.[5]
- Gainesville Police Department[6],[7]

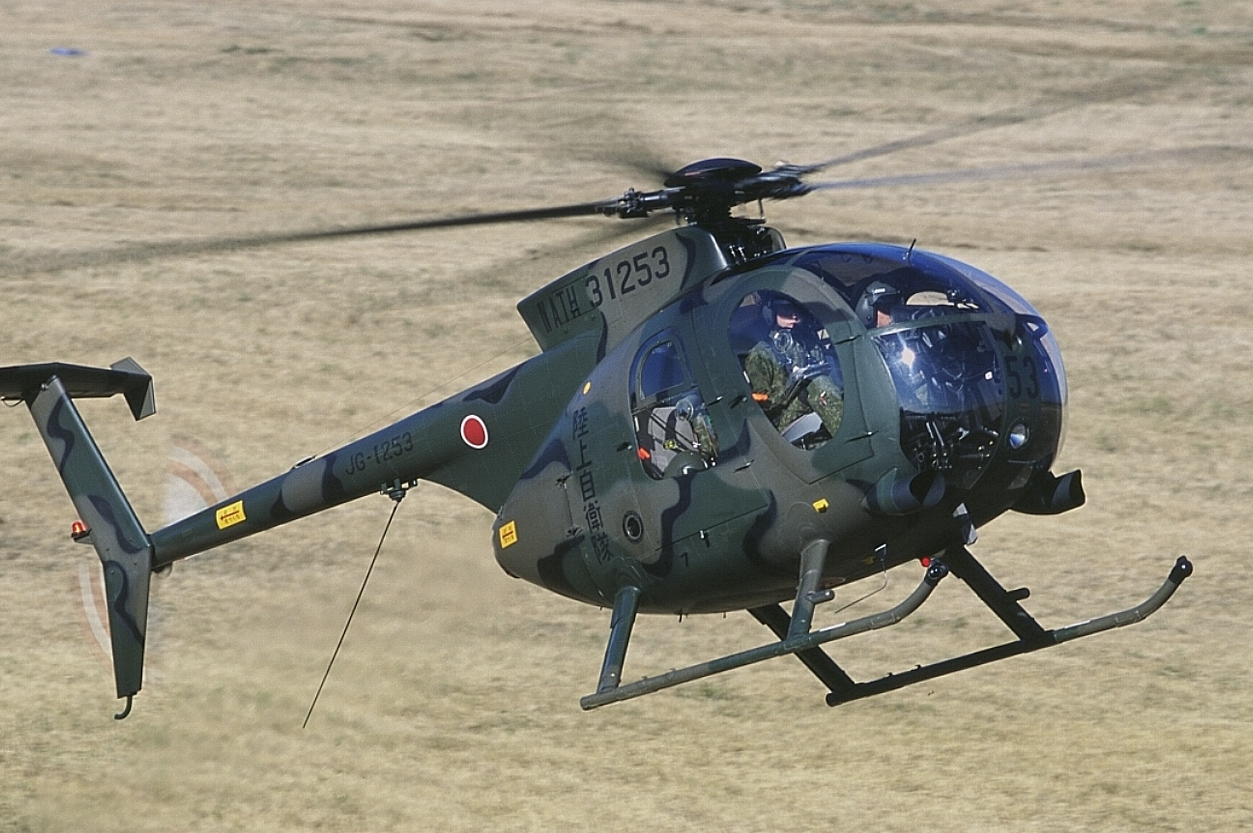
Japanese OH-6D of the JGSDF

- United States Army (voir A/MH-6)

### Anciens opérateurs
République dominicaine
- Dominican Air Force[8],[9]

 Danemark
- Royal Danish Army[10],[11]

 Japon
- Force maritime d'autodéfense japonaise[12],[13]

 Nicaragua
- Force aérienne de l'armée du Nicaragua[14]

Modèle:ROC-TW
- Republic of China Army[15]

 États-Unis

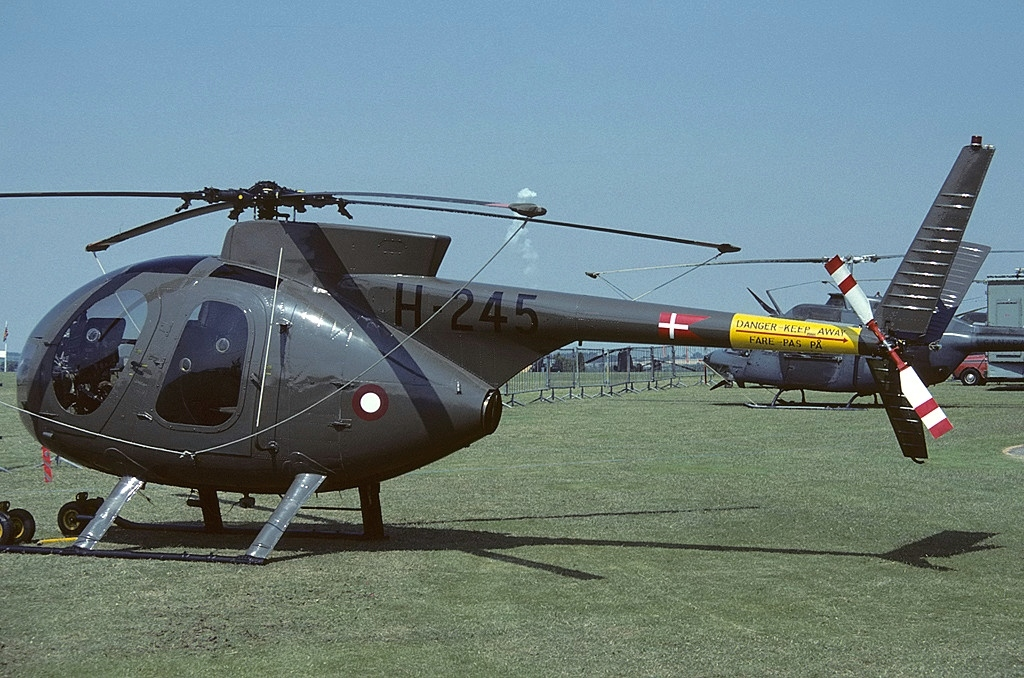
Un 500M danois

- United States Army Aviation (OH-6A/C)[16]
- U.S. Border Patrol[17]
- United States Navy[18]

## Dans la culture populaire
- Dans le film Apocalypse Now (1979) de Francis Ford Coppola, qui se déroule durant la Guerre du Viêt Nam, un OH-6 Cayuse survole le champ de bataille et désigne les cibles aux hélicoptères d'attaque Bell UH-1 Iroquois, armés de roquettes et de mitrailleuses[19].
- Dans le film La Chute du Faucon Noir (2001) de Ridley Scott, racontant la Bataille de Mogadiscio en 1993, Plusieurs MH-6B Little Bird, nom de code "Star-4", participent aux combats en tant que transport de troupes pour la Delta Force et en tant que Gunships (Soutien aérien rapproché), armés de mitrailleuses et de lance-roquettes.